# 権田萬治
権田 萬治（ごんだ まんじ、1936年2月2日 - ）は、日本の文芸評論家。元専修大学文学部教授（ジャーナリズム論・近現代文学。1991年より2006年まで）、前ミステリー文学資料館館長。

## 経歴
東京市芝区三田四国町（現・東京都港区芝）生まれ。
幼いころから本が好きで、子供のころは江戸川乱歩、海野十三、山中峯太郎などの少年ものの探偵小説、科学空想小説、冒険ものなどに熱中。小学三年生の後半から終戦まで山形の小国町に縁故疎開したが、本屋がなかったため友人に頼んで、土蔵などに保存されていた円本や雑誌『新青年』などを借りて、戦前の乱歩や小酒井不木など大人の探偵小説を読みふけったという。しかし、東京に戻って高校に進学してからは海外ミステリーや内外の純文学と哲学へと関心が広がり、大学では文学だけでなく映画、絵画など幅広い前衛芸術運動に関心を抱くようになり、岡本太郎、花田清輝から大きな影響を受けた。
東京都立日比谷高等学校を経て東京外国語大学フランス語科に入学するが、国際関係コースを選び、社会心理学を専攻。卒業論文は「流行現象の心理学」。
本や字を書く仕事に関わりたいという希望を持ち、大学卒業後に社団法人日本新聞協会に入社。編集部広報課に勤務していたが、1960年、昼休みに近くの本屋で推理小説専門誌の『宝石』がミステリー評論を募集しているのを知り、「感傷の効用―レイモンド・チャンドラー論」を書き上げると、同作が佳作に入選した。これをきっかけにミステリーを中心とした文芸評論に従事することになる。具体的には、推理小説専門誌『宝石』上に戦後の推理作家論を立て続けに発表し、1962年の11月からは当時すでに探偵小説評論・研究の第一人者とされた中島河太郎と、ゲストを挟んだ鼎談方式で新刊を取り上げるようになった。
やがて、松本清張の『点と線』、『眼の壁』などのいわゆる社会派ミステリーの登場とともにミステリーブームが起こり、有力出版社が文庫にミステリーを多数収録するようになると、新聞・雑誌などのミステリー書評欄も強化され、それまで『宝石』などミステリー専門誌に限られていた評論・解説・時評などの発表の場を拡大して行く。権田はこうした時評、書評に加え、数多くの文庫の解説を執筆した。その業績の中心は作家論であり、『日本探偵作家論』と『謎と恐怖の楽園で ミステリー批評55年』は、中国語版が私家版として刊行され、中国のマニアにも知られている。
権田は政治活動には関わらない書斎派であったが、高校時代に入った社会科学研究会でマルクス主義の洗礼を受けたこともあって、初期の批評の方法にはマルクス主義やフロイトの精神分析の色濃い影響が見られる。ミステリー評論だけでなく山崎豊子の『不毛地帯』、『二つの祖国』、『女系家族』などの新潮文庫の解説や時代小説などの評論や、ジャーナリズム時評なども執筆しており、その守備範囲は広域にわたった。その問題意識の一端は、「露出狂的世界と現代文学」（『月刊ペン』1971年8月号）や「逆説的論理の悲劇 花田清輝論」（中島誠編『現代思想家論』1972年刊 所収）などに見られるほか、伊織夏彦名義で雑誌『現代詩』に一年間連載した「現代マルクス主義美学への試み」などに伺うことができる。
「感傷の効用」以後、推理小説の評論を多く書くようになったことについて、権田は、評論重視の方針を掲げた『宝石』編集長の大坪直行から同誌の1961年6月号から始めた推理作家論シリーズ「ある作家の周囲」に多くの作家論を書く機会を与えられたことと、このシリーズの一つとして書いた「記録の美学 松本清張論」が縁で松本清張に出会ったことが大きなきっかけであり、同編集長に連れられて清張に初めて会った際、「前衛芸術の多くの分野に関心があるのはわかるが、せっかく始めたのだから、推理評論に力を入れ、私についての長編評論も書いてほしい」と激励されたことが大きいと語っている。
戦前の探偵小説については、中島河太郎が書誌、文学史、作家・作品研究、事典など多方面にわたって大きな業績を残していたが、作家論・作品論のような文学的な評論は成立するのかどうかも定かでなく、中田耕治は「探偵小説を対象とする批評は、作品の一部を紹介するか、書誌学的な研究を試みるか、動機、方法、トリックの分類表を作成することに終る」ため、「文学評論に一つの位置を要求できるような探偵小説批評なるものはあり得ない」と主張していた。権田は、『宝石』で現代作家論シリーズ「ある作家の周囲」で執筆の機会を与えられ、清張からミステリーの評論にも本腰を入れるようにいわれた後も、純文学や映画・美術などの広い分野での評論に関心を抱き、ミステリーの分野でも文芸評論的なものが成立することを証明するための模索を続けることになる。
その集大成が雑誌『幻影城』に連載された戦前の探偵作家を取り上げた作家論を元にした『日本探偵作家論』（1975年）であり、同誌編集長島崎博の膨大なコレクションを基にした本格的な作家論として1976年に日本推理作家協会賞を受賞した。以後、今日にいたるまでミステリー評論に精力的に取り組んでいる。
本格ミステリ作家クラブ会員だったが、2022年、本人都合により退会となった。

## ミステリー小説観
権田のミステリー小説観は、フランスのボワロー＝ナルスジャックによる、推理小説を「謎と恐怖の両義性の文学」とする考え方を取り入れているが、ミステリーは基本的には文学というよりはエンターテインメントの要素の強い小説ジャンルであるとして「文学」というより「小説」と修正すべきであるとしている。一方、基本的にエンターテインメントではあるが、その中には純文学といえるような文学性の高い作品もあり、また、現代推理小説の大きな傾向として謎と恐怖の特殊な面白さと同時に現実感豊かな小説的な魅力を重視するようになっているという立場に立っている。これは英国のジュリアン・シモンズが、「現代推理小説は、探偵小説から犯罪小説に変貌し、作品の社会性や現実性、犯罪の動機などを重視するようになっている」と指摘していることと対応しているといえよう。
また、権田はその評論活動において、以下に挙げたような推理文壇における主要な論争に参加し、ミステリー小説に対する考え方を表明している。
- 結城昌治、佐野洋、都筑道夫との間の「名探偵論争」に関する所論

「名探偵はどこに行ったか」、「魅力ある犯罪者の肖像を」、「推理小説はどこへ行く」、「ヒラリー・ウオーの『名探偵』論について」（いずれも『現代推理小説論』に所収）
- 檜山良昭の『スターリン暗殺計画』をめぐる佐野洋、檜山良昭との論争での所論

「歴史推理の問題点」、「論争『スターリン暗殺計画』-檜山良昭氏に答える」、「歴史推理における事実と虚構－佐野洋氏への反論」（同）
- 笠井潔の所論とそれに対する疑問と反論

「第一次世界大戦での大量死と本格推理小説との関係についての疑問」、「最後にもう一度、笠井潔氏に」（いずれも『謎と恐怖の楽園で』所収）

## その他
日本新聞協会では広告部長、編集部長、マスコミ倫理懇談会代表幹事を歴任。1974年には、紀田順一郎、島崎博らと、日本大衆文学会を創設し、機関紙「大衆文学論叢」を創刊した。
また、評論活動と並行して、幻影城新人賞、江戸川乱歩賞、横溝正史賞、推理作家協会賞、創元推理評論賞、日本ミステリー文学大賞などの選考委員を務めた。
日本推理作家協会会員。本格ミステリ作家クラブ会員だったが、2022年、本人都合により退会となった。

## 著書
- 『宿命の美学 推理小説の世界』第三文明社 1973年4月
- 『日本探偵作家論』幻影城 1975年12月 のち講談社文庫、双葉文庫
- 『現代推理小説論』第三文明社 1985年1月 のち光文社により電子書籍化。
- 『女流名探偵に乾杯! ミステリーnewガイド』悠思社 1991年10月
- 『松本清張 時代の闇を見つめた作家』文藝春秋、2009年11月
- 『謎と恐怖の楽園で ミステリー批評55年』光文社 2015年10月

## 共編著・監修
- 『教養としての殺人 日本推理小説精選評論集』 蝸牛社 1980年7月
- 『趣味としての殺人 日本推理評論集・実技篇』（編）蝸牛社 1980年8月
- 『世界の推理小説総解説 翻訳ミステリーと国内推理小説名作典』（中島河太郎共監修、自由国民社） 1982年
- 『日本ミステリー事典』新保博久共監修 新潮選書 2000年3月
- 『海外ミステリー事典』監修 新潮選書 2000年3月

### 中島河太郎との共編
- 『口笛ふいて殺人を―日本代表ミステリー選集1』角川文庫 1975年
- 『犯罪エリート集団―日本代表ミステリー選集2』角川文庫 1975年
- 『殺しこそわが人生―日本代表ミステリー選集3』角川文庫 1975年
- 『犯罪ショーへの招待―日本代表ミステリー選集4』角川文庫 1975年
- 『殺しの方法教えます―日本代表ミステリー選集5』角川文庫 1975年
- 『人肉料理―日本代表ミステリー選集6』角川文庫 1975年
- 『殺人者にバラの花束―日本代表ミステリー選集7』角川文庫 1976年
- 『殺意を秘めた天使―日本代表ミステリー選集8』角川文庫 1976年
- 『犯罪特製メニュー―日本代表ミステリー選集9』角川文庫 1976年
- 『殺人者が追ってくる―日本代表ミステリー選集10』角川文庫 1976年
- 『えっ、あの人が殺人者―日本代表ミステリー選集11』角川文庫 1976年
- 『犯罪教室ABC―日本代表ミステリー選集12』角川文庫 1976年
- 『現代ミステリー傑作選』角川文庫 1989年

## 翻訳
- アン・ルール『テッド・バンディ「アメリカの模範青年」の血塗られた闇』原書房 1999年4月

## 受賞
- 1960年 - 宝石評論賞佳作（「感傷の効用 レイモンド・チャンドラー論」）
- 1975年 - 日本推理作家協会賞（『日本探偵作家論』）[4]
- 2001年 - 本格ミステリ大賞（新保博久と共同監修『日本ミステリー事典』）[4]
- 2010年 - 大衆文学研究賞伝記部門（『松本清張 時代の闇を見つめた作家』）[4]
- 2019年 - 日本ミステリー文学大賞特別賞（長年にわたるミステリーに関する評論活動の功績に対する受賞）

## 参考
- 権田萬治教授 履歴・業績『専修人文論集』2006年3月
- 「自筆年譜」『謎と恐怖の楽園で』（光文社、2015年）所収[10]
- 「日本ミステリー文学大賞特別賞受賞インタビュー」（聞き手末國善己）『ジャーロ』2019年春号
- 「生老病死の旅路」 読売新聞 2018年3月24日夕刊
- 権田萬治「東京・池袋 資料館、惜しまれ今月末閉館」 東京新聞 2019年7月24日夕刊（ミステリー文学資料館閉館に関する署名記事）